# Ankara
|  | Ancira redirigeix aquí. Per a altres significats, vegeu Ancira (Frígia). |

|  | Per a altres significats, vegeu «(1457) Ankara». |

Ankara és la capital de Turquia i la segona ciutat més gran del país després d'Istanbul. Té una població de 4.550.662 habitants (2012) i una elevació mitjana de 938 m. És alhora la capital de la província homònima. Fou coneguda com a Angora o Engürü fins al 1930, durant el període clàssic i hel·lenístic com a Ancira (llatí ANCЎRA, grec Άγκυρα). La seva població era de 4.466.756 habitants al cens del 2007. A Europa era coneguda com a Angora i famosa per les ovelles locals que produïen la llana d'angora (en turc tiftik). Una altra cosa peculiar eren els gats locals de pel llarg (gats d'Angora).

## Història

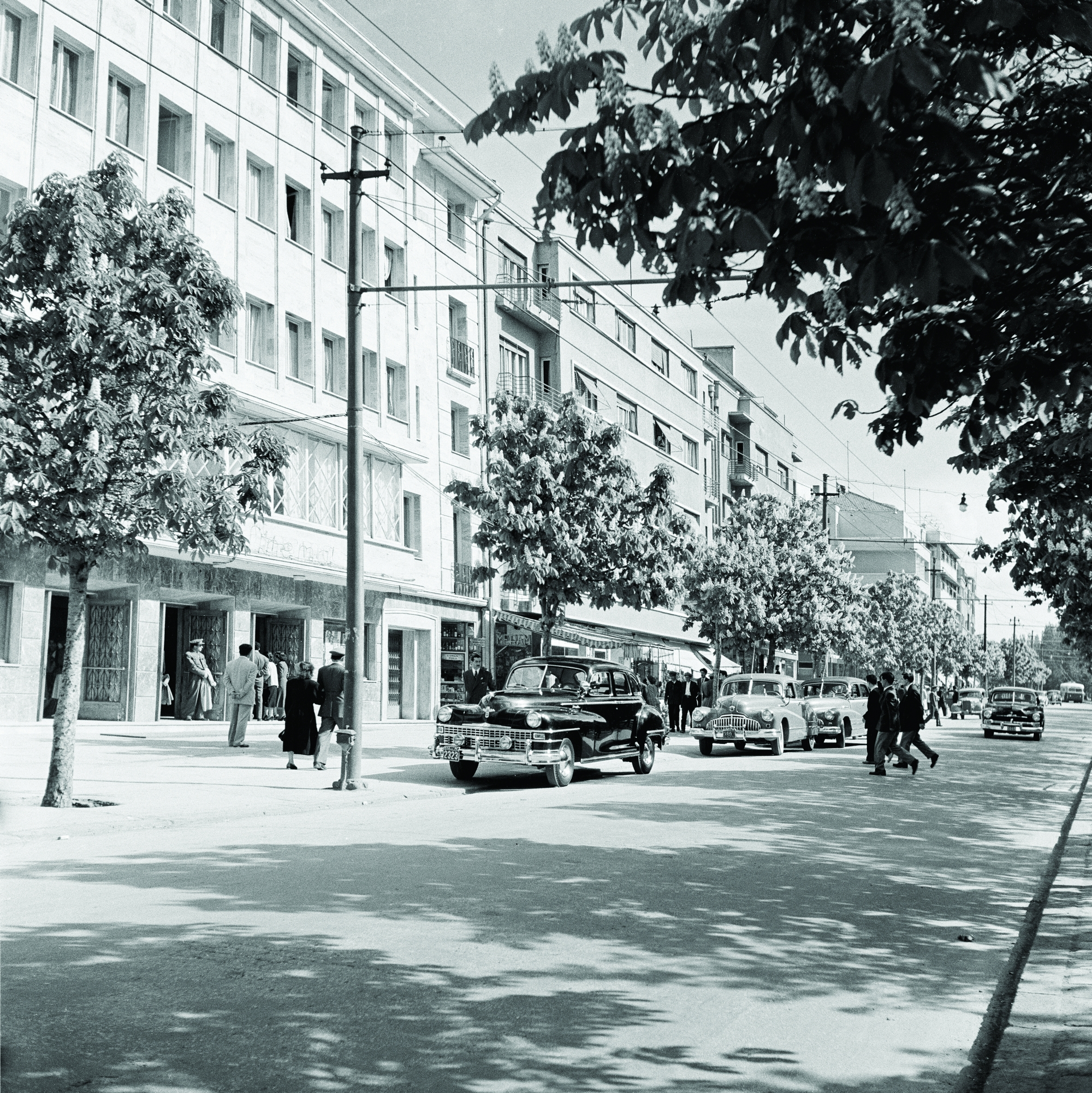
Bulevard d'Atatürk, Kızılay, al centre de la ciutat, a la dècada dels 1950s.

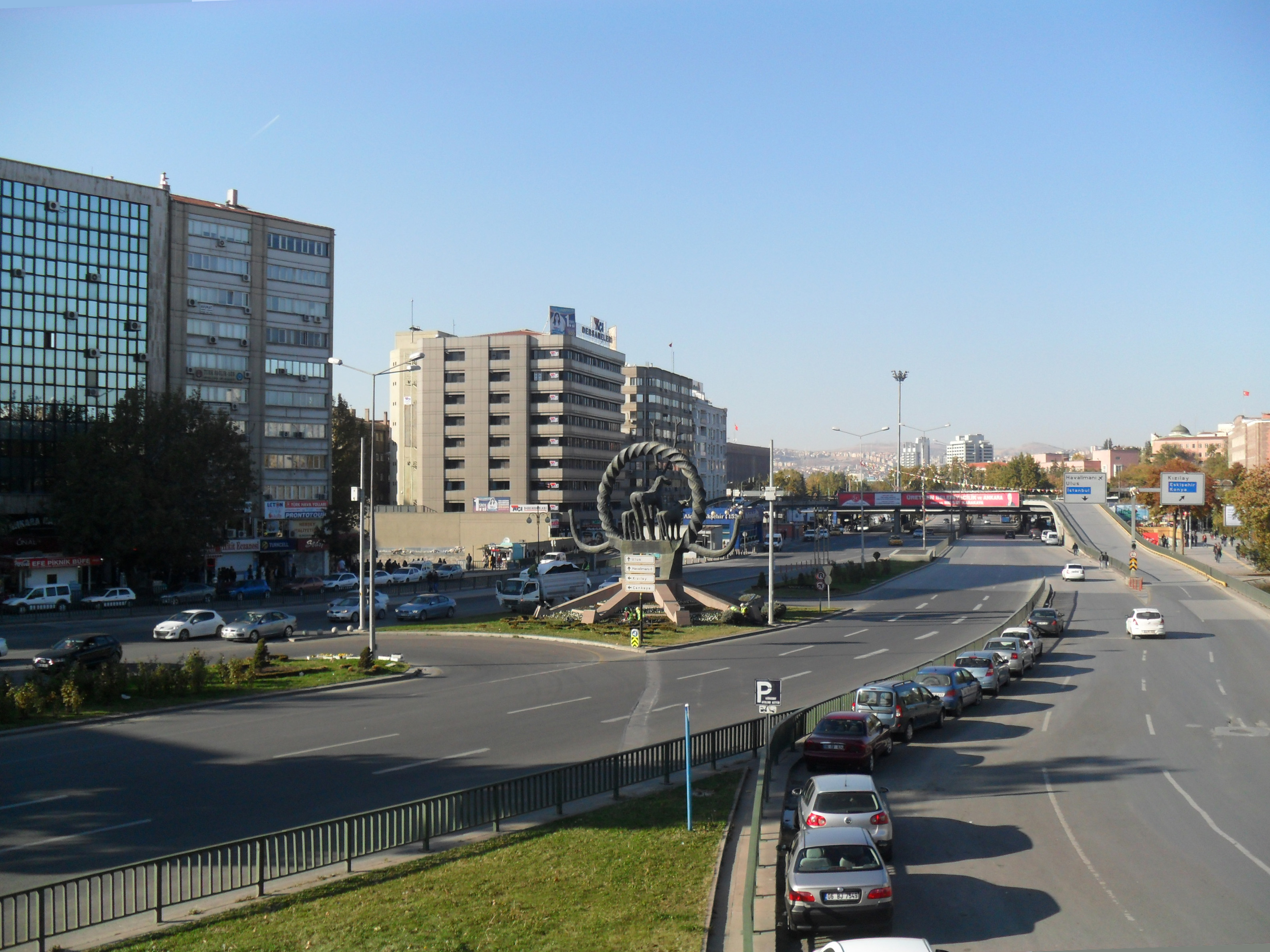
Plaça de Sıhhiye.

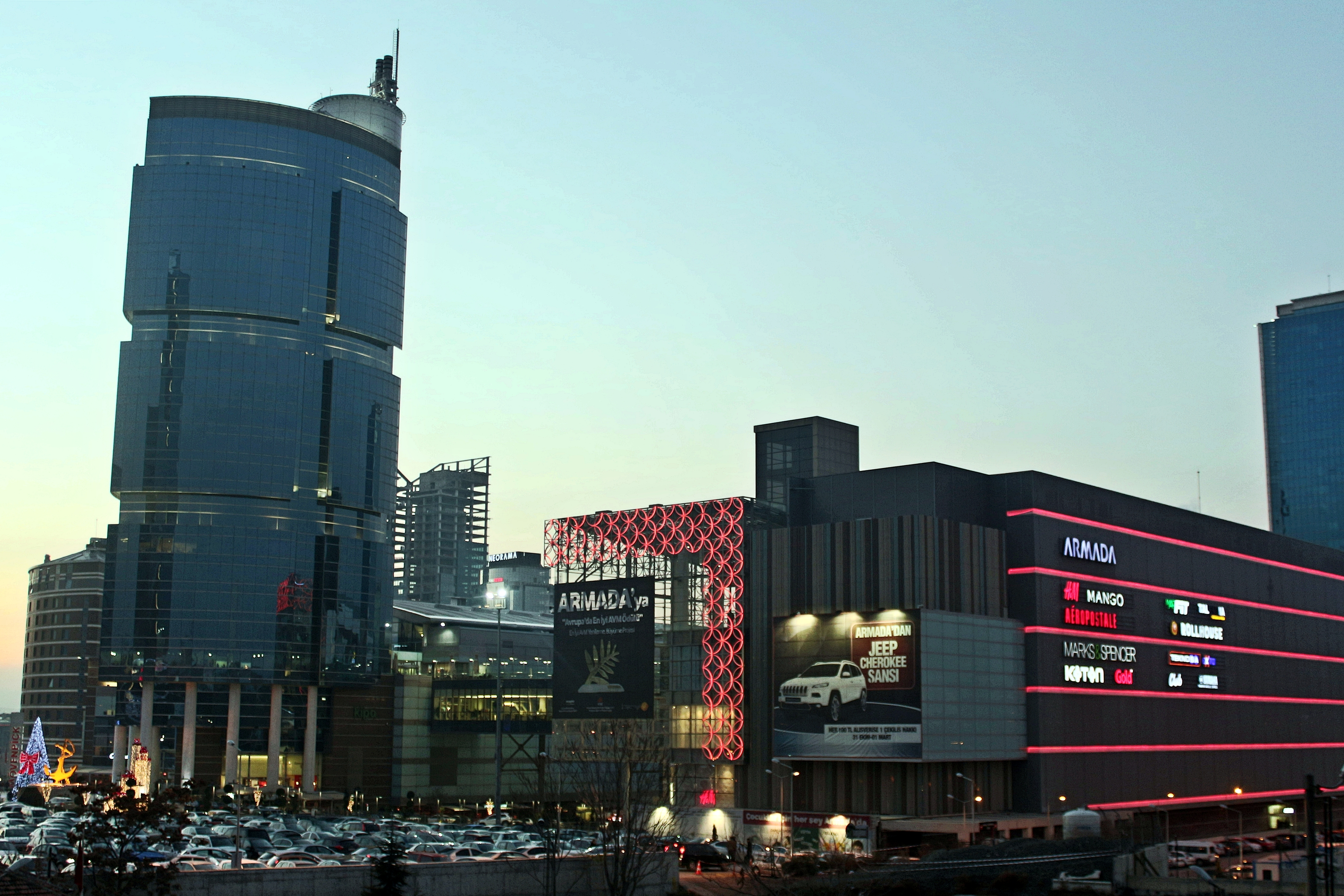
Söğütözü.

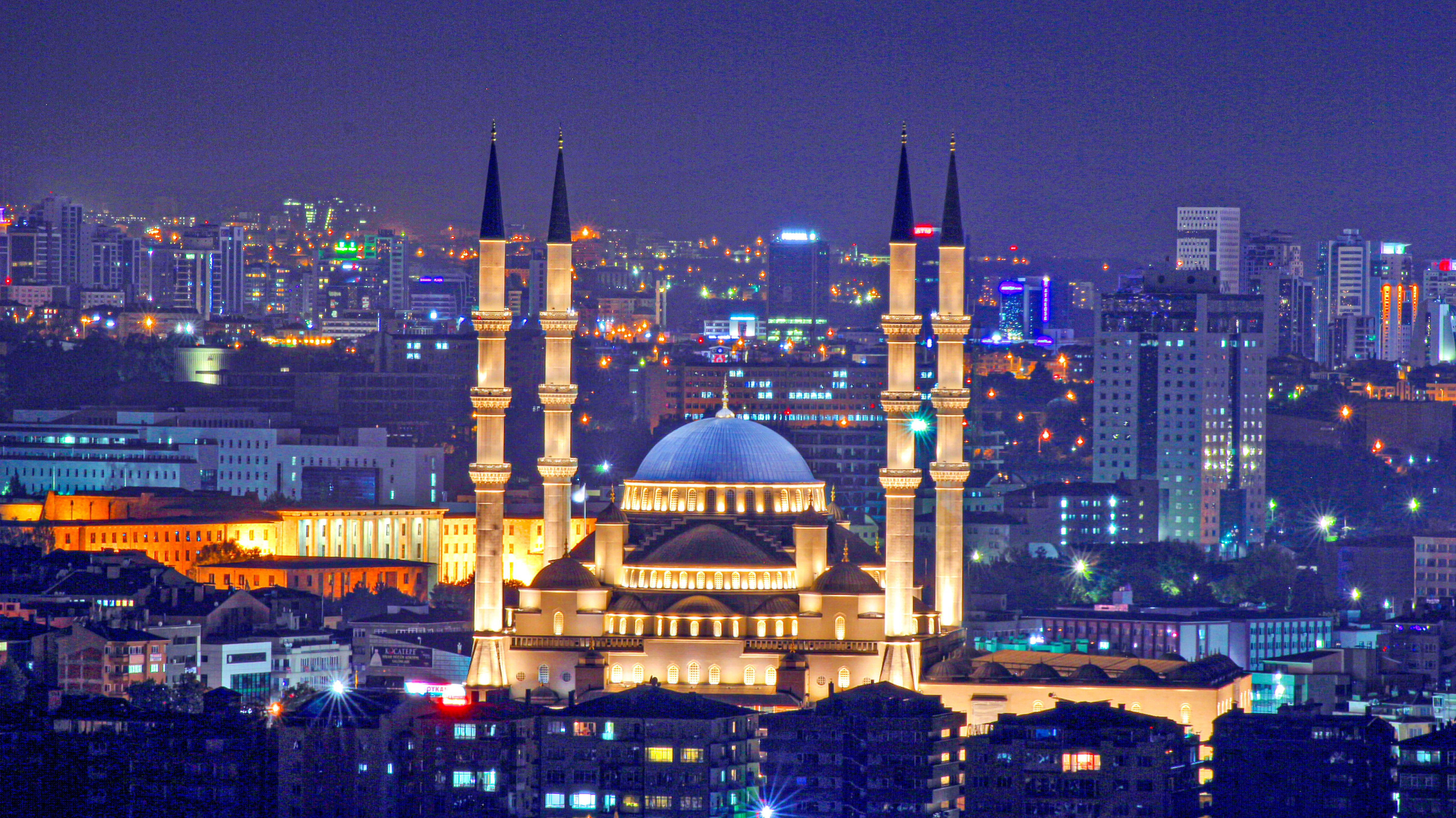
Kocatepe Mesquita.

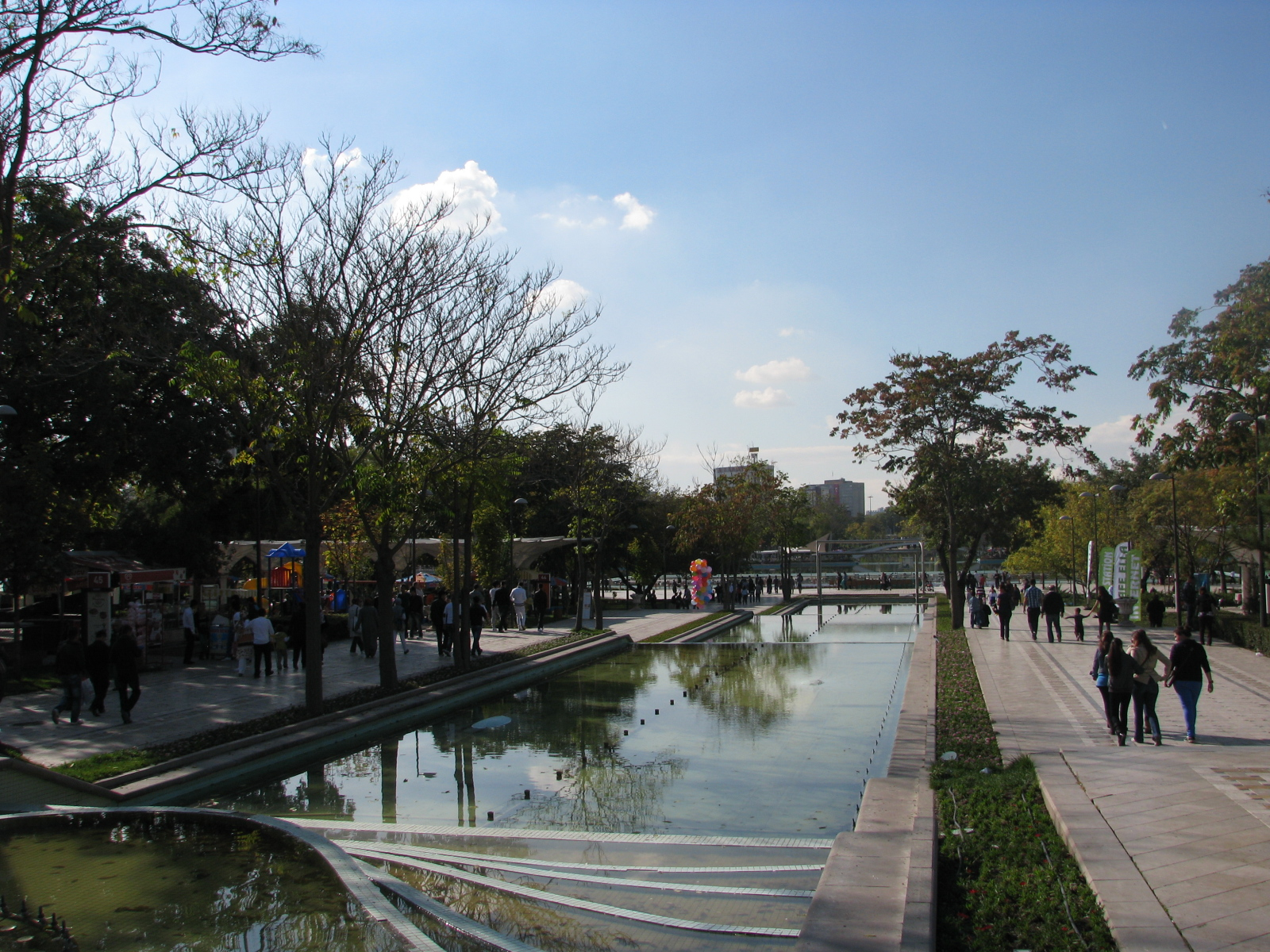
Parc de la joventut, Ulus.

L'entrada de la ciutat d'Ankara a la història es remunta a l'edat del bronze i a l'aparició de la civilització hatti a l'edat del bronze. Dos mil anys abans de Crist, hi van arribar els hitites, i les excavacions han revelat que sota el seu domini la ciutat es va dir Ankuwash, nom que portava abans del 1200 aC.
Els hitites posteriorment serien substituïts per frigis, i la ciutat, que possiblement havia quedat despoblada o molt reduïda, va experimentar un gran creixement a l'entorn de l'any 1000 aC, que se suposa que fou a causa d'una emigració en massa des de Gordium a causa d'un terratrèmol que havia damnat seriosament la capital frígia. Potser per això el seu fundador llegendari és considerat el rei Mides de Frígia, fill de Górdios, però ja Pausànies el geògraf fa notar que la ciutat era més vella com han confirmat les troballes arqueològiques.
Als frigis van substituir els lidis i a aquestos els perses; les tombes del període mostren que la influència cultural frígia encara va romandre fins al temps dels romans. La sobirania persa es va acabar el 333 aC amb la derrota davant Alexandre el Gran. El rei macedoni va estar breument a Ankara. Fou llavors part de l'Imperi Macedoni fins a la seva mort el 323 aC i en els repartiments de l'imperi va correspondre a Antígon el Borni, que el 306 aC es va proclamar rei d'Àsia a Sardes; el 301 aC va passar als selèucides. La ciutat va experimentar un altre creixement esdevenint centre de comerç amb les colònies gregues de la mar Negra i Crimea al nord, Armènia i Pèrsia a l'est, i Assíria i Líban cap al sud. Fou després del 333 aC que la ciutat va agafar el nom de Áγκυρα (Ànkyra, que volia dir 'ancora' en grec).
Vers el 277 aC els tectòsages, una de les tribus dels gàlates celtes, va establir la seva principal residència a Ankara, aleshores anomenada Ancyra. La població celta devia ser reduïda en el conjunt, però era la classe dirigent, mentre el poble era encara frigi. La ciutat no formava part estrictament del tyerritori galata però estava rodejat per aquest i, per tant, la influència galata era important El 190 aC els gàlates van combatre al bàndol d'Antíoc III el Gran contra Roma en la batalla de Magnèsia del Sipilos, i el cònsol Gneu Manli Vulsó va entrar a Galàcia el 189 aC, per la comarca dels tolistobogis. Llavors va travessar el Sangari i va arribar a Gordium. Els frigis del país van rebre els romans com a alliberadors; els sacerdots de Pessinus van anunciar la victòria i sembla que els romans van assegurar el seu suport contra els gàlates, que eren intrusos entre els frigis; els tectòsages es van refugiar a les muntanes Magaba; els trocmi van deixar les dones i fills amb els tectòsages i es van reunir amb els tolistobogis, per lluitar contra els romans, però foren derrotats i milers de gals van morir i d'altres milers foren fets presoners. Gneu Manli va marxar llavors contra Ancira (Ancyra) i prop de la ciutat els gals van demanar negociacions.
Les negociacions havien permès als gàlates posar les dones i fills en seguretat més enllà de l'Halis. Un intent de capturar per sorpresa a Manli va fracassar i aquest els va derrotar, però poc després va arribar el fred i les operacions van quedar aturades i Manli es va retirar a Efes on els caps gals foren convocats pel bon temps. L'any següent, Manli que ara era procònsol, va rebre regals de molts reis de l'Àsia Menor en recompensa per haver-los lliurat dels gàlates. El delegats gàlates es van presentar a Efes però foren conduïts a l'Hel·lespont on havia arribat el rei Èumenes I de Pèrgam, i allí els va dictar les imposicions romanes: pau amb Èumenes, i viure confinats dins els seus límits establerts. El 158 aC el Senat va confirmar la independència de Galàcia (de fet un estat client romà).
Vers el 88 aC Mitridates VI Eupator es va apoderar de la tetrarquia dels tectòsages però la va perdre el 86 aC al revoltar-se els gàlates locals. Després de la reorganització de Pomepu el 64 aC, Ancyra va quedar integrada jurídicament en la tetrarquia dels tectòsages i el 25 aC quan es va crear la província romana fou constituïda en civitas autonoma grega i metròpolis provincial sent reanomenada Sebaste (Sebaste Tectosagum). El Monumentum Ancyranum (Temple d'August i Roma) inclogué els registres oficials de les "Actes d'August" (Res Gestae Divi Augusti), una inscripció en marbre a les parets del temple. Més tard rebé el títol de metròpolis, títol que ja tenia en temps de Neró. Fins a dues-centes mil persones van viure a la ciutat als millors temps de l'imperi. El riu Ankara Çayı passava pel centre de la ciutat. La zona moderna de Çankaya era una zona residencial amb vil·les, i la ciutat arribava a l'oest fins on avui dia hi ha el parc Gençlik i l'estació ferroviària i al sud fins a la universitat Hacettepe, el que el feia una gran ciutat superior a altres d'occident a la Gàl·lia i Britànnia per exemple. El 51 fou visitada per l'apòstol sant Pau que hi va fundar una comunitat cristiana, a la qual va adreçar la seva "Carta als gàlates".
A la segona meitat del segle iii hi va haver diverses invasions de gots. Zenòbia de Palmira la va dominar per un temps fins que el 272 Aurelià la va recuperar. Sota Dioclecià es van fer noves construccions i es van construir camins cap a Germe i Dorilèon (moderna Eskisehir).
Hi va haver màrtirs de la ciutat; Proclos i Hilari eren nadius de Kallippi, un llogaret proper a Ancyra, i van patir martiri sota Trajà (98-117). Després del 280 van ser màrtir Philumenos i Eustathius en temps de Dioclecià. El bisbe local Climent, de 38 anys, fou enviat a Roma i junt amb el seu germà i altres companys foren executats. Encara es conserven les restes de l'església després dedicada a Sant Climent prop d'Işıklar Caddesi al districte d'Ulus, probablement construïda al lloc on fou enterrat. Altres màrtirs foren el metge Plató i el seu germà Antíoc sota Galeri. Teodot d'Ancira també és venerat com a màrtir i sant. El 314 els cristians van fer un concili a la ciutat, i es va tractar el tema de què fer amb els cristians que havien acceptat retornar al paganisme durant les persecucions. Tres concilis es van fer al segle iv a la ciutat que era un feu dels cristians. El senat local va donar pas al bisbat com a òrgan principal de la ciutat. L'arrianisme sembla que es va originar a Ancyra. El sínode del 358 fou un concilabulum semiarrià presidit per Basili d'Ancira, on es van condemnar les doctrines arrianes però va establir una doctrina igualment considerada herètica. El 362 hi va passar Julià l'Apòstata en camí cap a Pèrsia; una inscripció i una columna que encara existeixen recorden aquesta visita. El 375, els bisbes arrians es van trobar a la ciutat i van decretar la deposició de diversos bisbes entre els quals Gregori de Nissa. la llista de bisbes d'Ancyra apareix a Gams, "Series episc. Eccl. cath."
Després del 395 va quedar dins l'Imperi Romà Oriental, i va esdevenir un important assentament romà d'Orient. Teodosi II el Jove hi va tenir la seva cort d'estiu per motius de clima. El 620 fou conquerida pels perses sassànides però després de la seva derrota a Ninivè el 627 la van haver d'evacuar. Fou llavors capital del tema del Buccel·laris. Al segle vii va patir algunes sayfa dels àrabs que la van ocupar el 654 per poc temps; el 806 Harun ar-Raixid la va ocupar altre cop i la va saquejar, i el 838 la va ocupar el seu fill al-Mútassim. El 871 fou saquejada pels paulicians de Tefrícia. El 931 fou atacada pels àrabs de Tars.
L'any 1071 el sultà seljúcida Alp Arslan, després de la seva victòria a Mantziciert, va prendre la ciutat (després del 1073 en què encara era romana d'Orient) i va començar una llarga època de dominació seljúcida i otomana que durarà fins al començament del segle xx. El 1101 els croats dirigits per Ramon de Tolosa la van recuperar i la van entregar a l'Imperi Romà d'Orient, però al cap de poc temps va retornar a mans dels seljúcides (la data no es coneix). El 1127 va passar als danishmèndides i a la mort de Muhammad Ghazi el 1143 va retornar als seljúcides. El 1190 sota Kilidje Arslan II es va repartir el Soldanat de Rum i Ankara va passar al seu fill Muhyi al-Din Masud al que li va arrabassar el 1204 el seu germà Rukn al-Din Sulayman Shah. Masud va construir (final de 1197 o gener del 1198) el mínbar de fusta a la mesquita d'Ala al-Din dins la ciutadella, que és el primer monument conservat dels seljúcides. A la mort de Kay Khusraw I el 1210 el seu fill Ala al-Din Kay Kobad es va revoltar contra el seu germà gran Izz al-Din Kay Kawus I, i es va apoderar d'Ankara, on fou assetjat un any fins que es va rendir; Kay Kobad va ser portat presoner a Malatya, però fou alliberat i portat al tron a la mort del seu germà (1219); el seu regnat fou l'apogeu del Soldanat de Rum. Va construir el pont blanc (Ak Köpru) el 1222 que travessa el Čubuk Suyu, a una hora de camí al nord de la ciutat, assegurant les comunicacions cap a l'oest (a Beypazar); un altre pont podria ser també obra seva però no està datat: el pont que creua el Kizil Irmal prop de Köprüköy (al sud-est), anomenat Cesnigir Köprüsü, en direcció a Kirsheir i Kayseri.
El Soldanat de Rum va esdevenir després un protectorat dels Il-kan de Pèrsia i es va construir en aquest temps la gran mesquita d'Arslan-Khane (vers 1290) i el mínbar de Kizilbey Djami (vers 1299-1300) construït per Yakub ben Ali Shir que podria ser un membre de la família dels Germiyan-oghlu. Germiyan devia dominar la ciutat a l'entorn del 1300 segurament com a feudataris nominals de Rum. A la primera part del segle xiv (vers 1304) fou incorporada als dominis directes dels Il-kan. Els Il-kan dominaven directament fins Siwrihisar, a l'oest. Després del 1342 va caure en mans de l'emir Ala al-Din Eretna de Sivas, i va restar en mans de la seva dinastia els Eretnites o Eretna-oghlu. No obstant la ciutat devia tenir una forta autonomia interna dirigida per una aristocràcia de mercaders i artesans coneguts com a Lliga dels Akhi; el principal dirigent fou Akhi Sharaf al-Din anomenat Akhi Muazzam (mort el 1350) que va establir fundacions per la mesquita d'Ankara (Arslan-Khane) i fou enterrat a un mausoleu prop d'aquesta mesquita.
Segons Joan Cantacuzè l'otomà Sulayman, fill d'Orhan, va ocupar la ciutat el 1354 però devia ser de manera temporal. Murat I la va tornar a ocupar el 1361 i el cronista otomà Neshri diu que en aquell moment la ciutat estava governada pels Akhi, i que foren aquestos qui la van entregar a Murat. El 1362 la sobirania de Murat està testimoniada per una inscripció commemorant la restauració de la mesquita d'Ala al-Din; els Akhi encara gaudien de cert poder local que van conservar per un temps com testimonien algunes inscripcions a les mesquites fundades pels otomans on apareixen Akhi Yakub (1391) i Akhi Elvand o Evran (1450). Després desaparegueren. El personatge més cèlebre fou Hadjdj Bayram Wali (nascut el 1352 a Ankara) que va fundar l'orde dels dervixos Bayramiyya; un mausoleu i una mesquita el recorden. El 1427/1428 Karadja Beg (probablement el personatge mort a Varna el 1445) va fundar la mesquita Imaret Djami
El 20 de juliol del 1402 Tamerlà va derrotar els otomans en la batalla d'Ankara i va entrar a la ciutat; Baiazet I fou fet presoner; però a l'any següent ja tornava a estar en poder dels otomans, i va quedar en mans de Mehmet Celebi en les lluites contra els seus germans que van atacar la ciutat almenys dues vegades: Isa Celebi el 1404 i Emir Sulayman el 1406. En la lluita entre Baiazet II i Djem, el governador local es va declarar per aquest darrer (1482) però Baiazet la va ocupar poc després. El 1565/1566 es va fundar una mesquita dedicada a Djabi Ahmad Pasha (coneguda per Yeni o Kurshunlu Djami) que havia mort uns quatre anys abans.
El 1607 fou teatre d'una revolta dirigida pel cap de bandits Kalender-oghlu, nadiu de la ciutat, que va afectar tot Anatòlia, però el 1608 fou recuperada pel gran visir Kuyudju Murad Pasha. Durant el domini otomà Ankara fou capital d'un sandjak o liwa de l'eyalet d'Anadolu, i al començament fou capital de l'eyalet fins que fou traslladada a Kutahya. A la reorganització administrativa del 7 de novembre de 1864 va ser capital d'un wilayet amb diversos kada (districtes): Ankara, Ayash, Bala, Zir, Beypazar, Djibukabad, Haymana, Sivrihisar, Mihalicdjik, Nalihan i Yabanabad. El 1892 es va unir a Haydarpasha (prop d'Istanbul) per via fèrria. Vers el 1890 tenia uns 27.825 habitants (un 10% cristians), però era una ciutat relativament petita quan va esclatar la I Guerra Mundial.
Després de la derrota otomana a la guerra el novembre del 1918, i el congrés nacional de Sivas del juny de 1919, va passar a ser capital del govern revolucionari (octubre de 1919) i Mustafa Kemal Atatürk hi va anar a residir el 27 de desembre de 1919. La Gran Assemblea Nacional la va declarar capital de l'estat el 13 d'octubre de 1923 i el dia 29 es va proclamar la República. Al moment de la fundació de la República de Turquia, Ankara era una petita localitat que tot just tenia uns 15.000 habitants. Després de 1925 va patir profundes transformacions. H. Jansen va dissenyar el nou pla urbà. El 1955 tenia 453.151 habitants.

## Geografia
Ankara és una notable ciutat comercial i industrial. També funciona com a mercat aglutinador de l'àrea agrícola que l'envolta. Abans de convertir-se en la capital turca, fou famosa per la llana de les seves cabres (llana d'Angora) i per una raça de gats única, els gats d'Angora. Actualment és la seu del Parlament, dels ministeris i de la resta d'institucions governamentals turques, així com de les ambaixades de les delegacions diplomàtiques estrangeres.
Situada al centre d'Anatòlia, és un nus de comunicacions important, d'on parteixen les xarxes de carreteres, autovies i ferrocarrils de l'estat turc. Alberga diverses universitats, la Biblioteca Nacional, el Museu Arqueològic, el Museu Etnogràfic i el Museu de les Civilitzacions Anatòliques. La ciutat alberga restes arqueològiques a l'antiga ciutadella com el teatre romà, i també les ruïnes del temple d'August, unes termes i la columna de Julià al barri d'Ulus. Potser el monument pel qual és més coneguda la ciutat és l'Anıtkabir o mausoleu de Kemal Atatürk, la figura més important de la Turquia del segle xx.
Ankara és dalt d'un turó escarpat i rocós, que s'aixeca 176 metres per sobre de l'altiplà anatòlic, a la riba esquerra de l'Enguri Su, afluent del riu Sangari. La ciutat es troba en un dels indrets més secs de Turquia, envoltat d'una vegetació estepària, a causa del dur i ocasionalment extrem clima continental sec, d'hiverns frígids en què abunden les precipitacions en forma de neu i estius secs molt calorosos, amb un període de pluges que s'esdevé principalment a la primavera i la tardor.
| Dades climàtiques a Ankara (1954–2013)     | Dades climàtiques a Ankara (1954–2013) | Dades climàtiques a Ankara (1954–2013) | Dades climàtiques a Ankara (1954–2013) | Dades climàtiques a Ankara (1954–2013) | Dades climàtiques a Ankara (1954–2013) | Dades climàtiques a Ankara (1954–2013) | Dades climàtiques a Ankara (1954–2013) | Dades climàtiques a Ankara (1954–2013) | Dades climàtiques a Ankara (1954–2013) | Dades climàtiques a Ankara (1954–2013) | Dades climàtiques a Ankara (1954–2013) | Dades climàtiques a Ankara (1954–2013) | Dades climàtiques a Ankara (1954–2013) |
| Mes                                        | gen                                    | febr                                   | març                                   | abr                                    | maig                                   | juny                                   | jul                                    | ag                                     | set                                    | oct                                    | nov                                    | des                                    | anual                                  |
| ------------------------------------------ | -------------------------------------- | -------------------------------------- | -------------------------------------- | -------------------------------------- | -------------------------------------- | -------------------------------------- | -------------------------------------- | -------------------------------------- | -------------------------------------- | -------------------------------------- | -------------------------------------- | -------------------------------------- | -------------------------------------- |
| Màxima rècord °C (°F)                      | 16.6 (61.9)                            | 20.4 (68.7)                            | 27.4 (81.3)                            | 31.1 (88)                              | 33.0 (91.4)                            | 37.0 (98.6)                            | 41.0 (105.8)                           | 40.4 (104.7)                           | 36.0 (96.8)                            | 33.3 (91.9)                            | 24.4 (75.9)                            | 20.4 (68.7)                            | 41 (105.8)                             |
| Màxima mitjana °C (°F)                     | 3.9 (39)                               | 6.7 (44.1)                             | 12.2 (54)                              | 17.5 (63.5)                            | 22.2 (72)                              | 26.5 (79.7)                            | 30.2 (86.4)                            | 29.7 (85.5)                            | 25.9 (78.6)                            | 19.8 (67.6)                            | 13.3 (55.9)                            | 6.5 (43.7)                             | 17.8 (64)                              |
| Mitjana diària °C (°F)                     | 0.4 (32.7)                             | 1.9 (35.4)                             | 6.1 (43)                               | 11.3 (52.3)                            | 16.2 (61.2)                            | 20.2 (68.4)                            | 23.6 (74.5)                            | 23.3 (73.9)                            | 18.7 (65.7)                            | 13.1 (55.6)                            | 7.0 (44.6)                             | 2.6 (36.7)                             | 12.0 (53.6)                            |
| Mínima mitjana °C (°F)                     | −3.0 (26.6)                            | −2.2 (28)                              | 1.0 (33.8)                             | 5.6 (42.1)                             | 9.7 (49.5)                             | 13.1 (55.6)                            | 16.0 (60.8)                            | 16.0 (60.8)                            | 11.7 (53.1)                            | 7.3 (45.1)                             | 2.5 (36.5)                             | −0.6 (30.9)                            | 6.4 (43.5)                             |
| Mínima rècord °C (°F)                      | −31.2 (−24.2)                          | −21.5 (−6.7)                           | −19.2 (−2.6)                           | −6.7 (19.9)                            | −1.6 (29.1)                            | 3.8 (38.8)                             | 4.5 (40.1)                             | 6.3 (43.3)                             | 2.5 (36.5)                             | −4.1 (24.6)                            | −10.5 (13.1)                           | −17.2 (1)                              | −31.2 (−24.2)                          |
| Precipitació mitjana mm (polzades)         | 42.2 (1.661)                           | 37.0 (1.457)                           | 38.8 (1.528)                           | 47.7 (1.878)                           | 49.7 (1.957)                           | 35.0 (1.378)                           | 14.5 (0.571)                           | 10.5 (0.413)                           | 19.2 (0.756)                           | 29.4 (1.157)                           | 32.6 (1.283)                           | 45.4 (1.787)                           | 402 (15.826)                           |
| Mitjana de dies de precipitació            | 12.2                                   | 11.0                                   | 10.9                                   | 11.9                                   | 12.5                                   | 8.6                                    | 3.7                                    | 2.8                                    | 3.9                                    | 6.8                                    | 8.5                                    | 11.8                                   | 104.6                                  |
| Mitjana mensual d'hores de sol             | 77.5                                   | 98.9                                   | 161.2                                  | 189.0                                  | 260.4                                  | 306.0                                  | 350.3                                  | 328.6                                  | 276.0                                  | 198.4                                  | 132.0                                  | 71.3                                   | 2.449,6                                |
| Font: Turkish State Meteorological Service |                                        |                                        |                                        |                                        |                                        |                                        |                                        |                                        |                                        |                                        |                                        |                                        |                                        |

## Transports

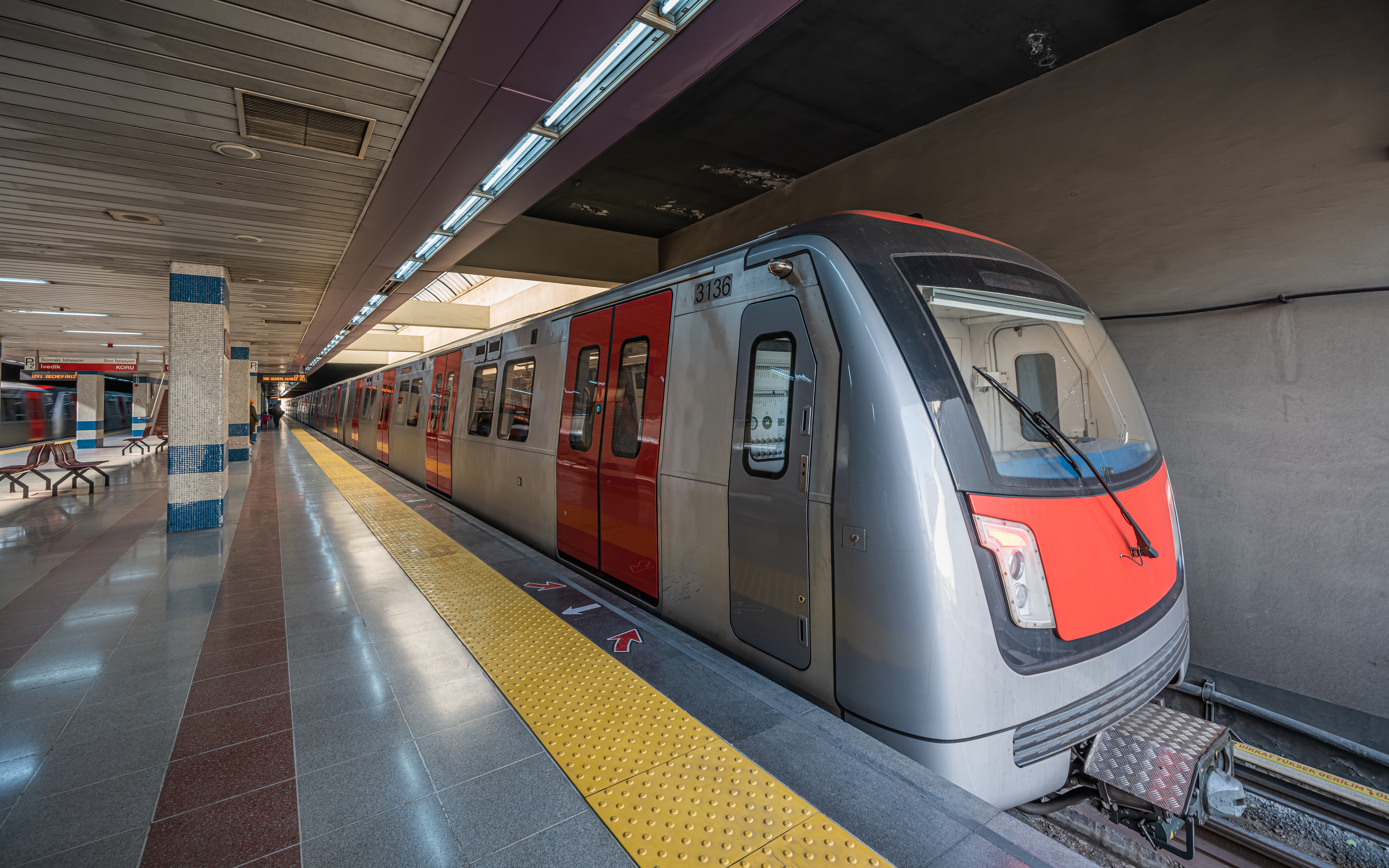
Estació de Yenimahalle, al metro d'Ankara.

Ankara és al centre de la península d'Anatòlia o l'Àsia Menor, en una posició privilegiada a mig camí entre l'orient i l'occident. És un punt important en les comunicacions turques: és el centre de la xarxa estatal de carreteres i ferrocarrils, que la uneix amb la resta del país. Hi ha comunicacions freqüents amb Istanbul: cada quinze minuts surt un autobús i cada hora parteix un avió que les connecta.

## Persones il·lustres
- Bayram Wali

## Gastronomia local
- Vegeu: Ankara tava